# Opisthodontia hollandi
Opisthodontia hollandi is een vlinder uit de familie van de spinners (Lasiocampidae). De wetenschappelijke naam van de soort is voor het eerst geldig gepubliceerd in 1929 door Tams.